# Rodmarton
Rodmarton är en ort och civil parish i Storbritannien.   Den ligger i grevskapet Gloucestershire och riksdelen England, i den södra delen av landet, 140 km väster om huvudstaden London. Rodmarton ligger 152 meter över havet och antalet invånare är 333.
Terrängen runt Rodmarton är platt. Runt Rodmarton är det ganska tätbefolkat, med 160 invånare per kvadratkilometer. Närmaste större samhälle är Stroud, 11,1 km nordväst om Rodmarton. Trakten runt Rodmarton består till största delen av jordbruksmark.